# Vivo X5 Pro
Vivo X5 Pro是一款由Vivo公司研製的Android智能手機。

## 售价
- 中国：2598/2698人民币

## 外部連結
- VIVO官网 （页面存档备份，存于）